# بيدرو أوكودا
بيدرو أوكودا هو لاعب كرة قاعدة برازيلي، ولد في 20 أبريل 1990 في ماريليا في البرازيل.

## وصلات خارجية
- بيدرو أوكودا على موقع دوري كرة القاعدة الرئيسي (الإنجليزية)
- بيدرو أوكودا على موقعبيزبول رفرنس.كوم (الدوري الثانوي) (الإنجليزية)